# Hervé Billaut
Hervé Billaut (né le 5 août 1964 à Villefranche-sur-Saône) est un pianiste classique français.

## Biographie
Entré au conservatoire national de région de Lyon à l'âge de dix ans, il poursuit ses études au Conservatoire national supérieur de musique de Paris, où il intègre les classes de Germaine Mounier (piano), Jean Hubeau (musique de chambre), Jeanine Rueff et Bernard de Crépy (écriture). 
Hervé Billaut remporte un Grand Prix au Concours Marguerite Long (1983), et se distingue dans de nombreux concours internationaux (Viotti, 1981 ; Vercelli, 1982 ; Epinal, 1983 ; Pretoria, 1990 ; Tokyo, 1995). Il se produit en France à la Salle Pleyel, au Théâtre des Champs-Elysées, en Espagne, au Teàtro Real de Madrid, et sur tous les continents, notamment en Amérique du Sud, en Chine, au Japon et en Corée. Il a collaboré avec les chorégraphes Jean-Christophe Maillot, John Neumeier et Roland Petit en tant que soliste des Ballets de Monte-Carlo et se produit régulièrement aux festivals de La Roque-d'Anthéron, à Grenade, Paris, Toulouse et à la Folle Journée de Nantes. Il est directeur artistique des Rendez-vous de Rochebonne.

## Enregistrements
- Ravel, Gaspard de la Nuit, Le Tombeau de Couperin (1985, REM 10978)
- Ravel, Concerto en sol, Concerto pour la main gauche - Orchestre philharmonique de Monte-Carlo, dir. Claude Bardon (septembre 1987, REM 311031) (OCLC 24102964)
- Castérède, Œuvres pour 1 et 2 pianos - Hervé Billaut, Geneviève Ibanez et Jacques Castérède (février 1989, REM 311092) (OCLC 24645664)
- Albéniz, Iberia, Navarra, Suite espagnole (26-29 octobre 2002, Lyrinx LYR 2217) (OCLC 659206342)
- Fauré, Œuvres pour piano (16-19 juin 2007, SACD Lyrinx LYR 2253)
- Dukas, Œuvres pour piano (16-18 septembre 2013, Mirare MIR 242) (OCLC 908162616)